# Ваймуйза
Ваймийза (ест. Vaimõisa) — село в Естонії, у волості Мяр'ямаа повіту Рапламаа, біля дороги Таллінн—Пярну.

## Населення
Відповідно до перепису населення 2011 року, чисельність населення становила 91 особу.
За переписом населення 2021 року в селі проживало 102 особи.